# Zahnmedizinischer Verwaltungsassistent
Eine Zahnmedizinische Verwaltungsassistentin bzw. ein Zahnmedizinischer Verwaltungsassistent ist für die Organisation und das Management einer Zahnarztpraxis zuständig. Es handelt sich um eine Aufstiegsfortbildung für Zahnmedizinische Fachangestellte, die zwischen vier Monaten und eineinhalb Jahren dauert und an derzeit 13 verschiedenen Standorten durchgeführt werden kann.
Die gesetzliche Grundlage für Aufstiegsfortbildungen liegt im Berufsbildungsgesetz (BBiG).

## Berufsbild
Der Schwerpunkte der Tätigkeit liegt im Abrechnungswesen, das zunehmend durch jede Gesundheitsreform komplizierter wird und aus der Privatabrechnung, der  Kassenabrechnung und aus Mischformen daraus besteht. Weitere Aufgabenfelder bestehen im Bereich der Praxisorganisation und dem  Praxismanagement. Im Rahmen der Fortbildung werden folgende Kenntnisse erworben:
- Grundlagen der Betriebswirtschaft
- Qualitätsmanagement
- Kommunikation
- Personalmanagement
- Rechtsvorschriften
- Praxis-EDV-Anwendungen
- Hygienemanagement
- Praxismarketing

## Voraussetzungen
Es gibt keine bundeseinheitliche Regelung über die Eingangsvoraussetzungen und den Eignungstest, um diese Aufstiegsfortbildung durchzuführen. In einigen Bundesländern muss zuvor einen Aufbaukurs besucht und/oder eine Aufnahmeprüfung abgelegt werden. Obligat ist eine abgeschlossene Ausbildung zum Zahnmedizinischen Fachangestellten (ZFA). Meist ist ein Nachweis über eine mindestens einjährige Tätigkeit als ZFA zu erbringen.
Es besteht die Möglichkeit eine Finanzierungshilfe nach dem Aufstiegsfortbildungsförderungsgesetz (AFBG) zu erhalten.